# Tim Drew
Pour les articles homonymes, voir Drew.
Timothy Andrew Drew (né le 31 août 1978 à Valdosta, Géorgie, États-Unis) est un lanceur droitier de baseball qui joue en Ligue majeure de baseball de 2000 à 2004.
Il est le frère de J. D. Drew et Stephen Drew, deux autres joueurs de baseball professionnels.

## Carrière
Tim Drew est un choix de première ronde des Indians de Cleveland. Il est le 28e athlète sélectionné au total cette année-là et son frère aîné J. D. Drew est le 2e, une sélection des Phillies de Philadelphie. C'est la première fois que deux frères sont choisis dans la même première ronde du repêchage du baseball majeur.  Lorsque le benjamin de la famille, Stephen Drew, est choisi en première ronde par Arizona en 2004, c'est la première fois que trois joueurs de baseball d'une même famille sont choisis dès le premier tour de sélection.
Tim Drew fait ses débuts dans les majeures le 24 mai 2000 avec Cleveland. Lanceur partant, il joue 11 parties et amorce 9 d'entre elles en deux saisons chez les Indians. Il remporte une victoire contre deux défaites. Le 27 juin 2002, il accompagne le lanceur Bartolo Colón chez les Expos de Montréal dans la transaction qui envoie à Cleveland le futur lanceur étoile Cliff Lee, jouant alors en ligues mineures, ainsi que le premier but Lee Stevens, le deuxième but Brandon Phillips et le voltigeur Grady Sizemore.
Drew passe deux saisons à Montréal, remportant une victoire contre deux défaites en 13 parties jouées, dont 11 comme lanceur de relève, dans les saisons 2002 et 2003.
Il fait son dernier tour de piste dans les majeures en 2004 avec les Braves d'Atlanta.
En 35 parties jouées dans les Ligues majeures, soit 11 comme lanceur partant et 24 comme releveur, Tim Drew maintient une moyenne de points mérités de 7,02 en 84 manches et deux tiers lancées. Il remporte deux victoires contre quatre défaites et réussit deux sauvetages et 40 retraits sur des prises.